# 로베르토 토레스
로베르토 토레스(Roberto Torres, 1972년 4월 6일 ~ )는 파라과이의 전 축구 선수, 축구 감독이다.

## 통계
| 파라과이 | 파라과이 | 파라과이 |
| 연도     | 출전     | 골       |
| -------- | -------- | -------- |
| 1996     | 1        | 0        |
| 합계     | 1        | 0        |